# Alchemilla frost-olsenii
Alchemilla frost-olsenii é uma espécie de rosácea do gênero Alchemilla, pertencente à família Rosaceae.